# Liste der Bodendenkmale in Peitz
In der Liste der Bodendenkmale in Peitz sind alle Bodendenkmale der brandenburgischen Gemeinde Peitz und ihrer Ortsteile aufgelistet. Grundlage ist die Veröffentlichung der Landesdenkmalliste mit dem Stand vom 31. Dezember 2020.
Die Baudenkmale sind in der Liste der Baudenkmale in Peitz aufgeführt.
|   | Gemarkung    | Flur  | Kurzansprache                                                                                           | Bodendenkmalnummer | Bemerkung | Bild |
| - | ------------ | ----- | --- | ------------------ | --------- | ---- |
| 1 | Peitz (Lage) | 7     | Rast- und Werkplatz Steinzeit, Siedlung Neolithikum, Siedlung Bronzezeit                                | 120128             |           |      |
| 2 | Peitz (Lage) | 7     | Rast- und Werkplatz Steinzeit                                                                           | 120129             |           |      |
| 3 | Peitz (Lage) | 7     | Siedlung Neolithikum, Siedlung Bronzezeit                                                               | 120130             |           |      |
| 4 | Peitz (Lage) | 9, 10 | Altstadt Neuzeit, Festung Neuzeit, Siedlung Eisenzeit, Altstadt Mittelalter, Burg deutsches Mittelalter | 120140             |           |      |
| 5 | Peitz (Lage) | 4     | Siedlung Steinzeit                                                                                      | 120141             |           |      |
| 6 | Peitz (Lage) | 6, 11 | Produktionsstätte Neuzeit                                                                               | 120142             |           |      |
| 7 | Peitz (Lage) | 8     | Gräberfeld Bronzezeit                                                                                   | 120143             |           |      |